# 미국의 대통령직 인수
미국에서 대통령직 인수는 미국의 대통령 당선인이 미국 연방 정부의 행정부를 현직 미국 대통령으로부터 인계받을 준비를 하는 과정이다. 비현직 후보가 인수 계획을 대통령 선거 전 언제든지 그리고 선거 다음날부터 시작할 수 있지만, 인수는 연방총무청 (GSA)이 선거의 "명백한 승자"를 선언함으로써 공식적으로 시작되며, 이로써 미국 의회가 인수를 위해 책정한 자금이 풀리고, 대통령 당선인이 취임일에 미국 대통령의 취임 선서를 함으로써 대통령직의 권한, 면책권, 책임이 새로운 대통령에게 법적으로 이전되는 시점까지 계속된다.
1933년에 채택된 미국 수정 헌법 제20조는 대통령과 미국의 부통령의 임기 시작과 종료일을 3월 4일에서 1월 20일로 변경하여 인수 기간을 단축시켰다. 선거 후 물러나는 대통령은 일반적으로 레임덕 대통령으로 불린다. 대통령이 사망, 사임 또는 해임될 경우 임기 중에도 인수가 발생할 수 있지만 이 기간은 매우 짧을 수 있다.
1963년 대통령직 인수법은 질서 있고 평화로운 정권 이양을 촉진하기 위한 현재의 메커니즘을 제공한다. 현행 연방법과 관례에 따라 주요 정당의 대통령 후보는 당의 지명이 확정되면 기밀 국가안보 브리핑을 받는다. 이들은 또한 연방총무청이 제공하는 대통령직 인수 서비스 및 시설, 즉 사무실 공간, 장비 및 특정 관련 비용 지불을 받을 자격이 있다. 대통령 선거 직후 플럼 북의 개정판이 발행되는데 이 책은 9,000개가 넘는 연방 공무원 리더십 및 지원 정치적 임명 직책을 나열하며, 새 행정부가 검토하고 채우거나 확정해야 하는 직책들이다. 비현직 후보가 선거에서 승리한 것이 명확해지면 공식적인 인수가 시작되지만, 모든 표가 집계될 때까지 개표는 계속되며, 이후 각 주 공무원이 주의 최종 집계를 인증한 후 대통령 선거인단이 공식적으로 임명되고 미국 선거인단이 12월 중순에 모여 대통령과 부통령에 대한 투표를 한다.
인수는 일반적으로 비현직 후보들이 사전 계획을 수행하기 위한 정치적 인수팀을 비롯해 나가는 대통령과 들어오는 대통령의 직원들로부터 주요 인력을 고려하고 자원을 필요로 하며, 새 행정부의 직책 후보자 심사, 행정부 운영에 대한 새 행정부의 숙지 지원, 포괄적인 정책 강령 개발 등 다양한 활동을 포함한다.

## 배경
대통령 선거와 취임 사이의 기간을 설명하는 용어 "대통령직 인수"는 1948년이 되어서야 일반적인 사용에 들어선 것으로 보이지 않는다. "공위시대"라는 용어도 이 기간에 적용되었다. 미국 역사의 대부분 동안, 인수는 훨씬 덜 정교한 운영이었고, 많은 사전 계획이나 나가는 대통령의 협조 없이 이루어졌다. 법적으로, 대통령 당선인은 취임 전까지 수도에 올 필요가 없으며, 나가는 행정부와 상당한 정책 또는 절차적 논의를 할 필요가 없다.
대통령직 인수 개념에 대한 대중의 관심이 크게 높아진 것은 1950년대에 이르러서였다. 해리 S. 트루먼 대통령은 공화당 (미국) 후보 드와이트 D. 아이젠하워에게 정보 브리핑을 제공하고, 1952년 1952년 미국 대통령 선거에서 아이젠하워가 승리한 후 그를 백악관으로 초청함으로써 현대 대통령직 인수의 토대를 마련했다. 아이젠하워는 선거 운동 중 트루먼이 자신에게 가한 모욕("그 장군은 돼지가 일요일에 대해 아는 것보다 정치에 대해 더 아는 것이 없다.")에 화가 나서 선거 전에 트루먼으로부터 직접 브리핑을 받는 것을 거부했다. 트루먼은 또한 연방 기관에 인수를 지원하도록 명령했다. 8년 후, 존 F. 케네디는 국내외 정책 문제에 대한 광범위한 인수 계획에 참여했지만, 1960년 미국 대통령 선거 4주 후인 1960년 12월 6일까지 아이젠하워를 만나지 않았다.

## 대통령직 인수법
1963년 대통령직 인수법(Pub.L. 88–277)은 질서 있고 평화로운 정권 이양을 촉진하는 메커니즘을 확립했다. 이 법은 수많은 차례 개정되었다: 1998년 대통령직 인수 효과법(Pub.L. 100–398), 2000년 대통령직 인수법(Pub.L. 106–293), 2010년 선거 전 대통령직 인수법(Pub.L. 111–283), 2015년 대통령직 인수 개선법(Pub.L. 114–136), 2019년 대통령직 인수법, 그리고 2022년 선거 개표 개혁 및 대통령직 인수 개선법.
2010년 선거 전 대통령직 인수법은 연방총무청에 잠재적인 대통령직 인수 팀에게 사무실 공간, 시설, 인수 직원 자금, 그리고 정부 서비스 접근을 제공하도록 요구한다. 예를 들어, 2012년 밋 롬니의 인수 팀에 대한 지출은 890만 달러였는데, 이 모든 자금은 미국 연방 정부에 의해 책정되었다. 이 법은 연방총무청이 주요 정당 대통령 후보와 연방총무청이 "주요 경쟁자"로 간주할 수 있는 제3당 후보에게 당의 지명 후 3영업일 이내에 특정 서비스, 시설 및 물품을 받을 권리를 통보하도록 요구한다. 이 법은 부분적으로 9·11 테러 이후의 국가안전보장 문제로 인해 통과되었다.
2019년 대통령직 인수법은 현직 대통령에게 선거 연도 6월까지 "인수 위원회"를 설립하여 잠재적인 정권 이양을 촉진하도록 요구한다.

## 과정

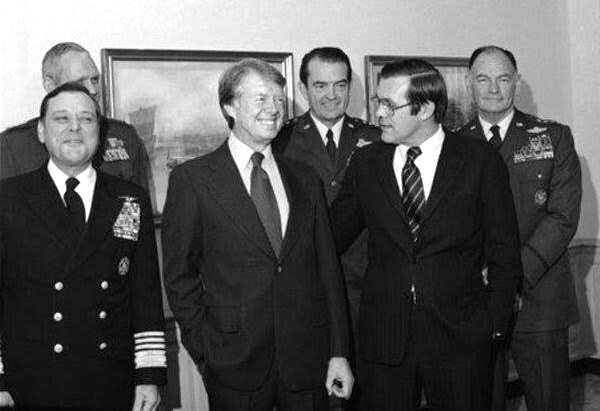
지미 카터 대통령 당선인이 포드 행정부에서 카터 행정부로의 대통령직 인수 기간 중인 1976년 12월 17일 펜타곤 방문 시, 미국의 국방부 장관 도널드 럼즈펠드 및 미국 합동참모본부 의장 조지 스크래치리 브라운 장군과 다른 합동참모본부 구성원들과 함께 있다.

인수 과정은 주요 대통령 후보들이 당선될 경우 행정부를 구축하고 대통령직을 맡기 위한 예비 계획을 시작하기 위해 인수 팀을 구성하는 것으로 시작된다. 이는 후보자가 선택하는 언제든지 이루어질 수 있다. 2008년, 민주당 (미국) 후보 버락 오바마의 버락 오바마 2008년 대선 캠페인은 선거일 몇 달 전부터 비공식적으로 잠재적인 대통령직 인수를 계획하기 시작했다. 오바마의 인수 팀은 "오바마-조 바이든 인수 프로젝트"라고 불렸으며, 이전 인수 노력, 연방 정부 기관의 운영, 그리고 새 행정부가 먼저 채워야 할 우선 순위 직책을 분석했다. 2012년 4월, 밋 롬니가 공화당 후보가 되기 전, 밋 롬니 2012년 대선 캠페인은 잠재적인 인수를 계획하기 시작했다. 롬니의 인수 팀은 "롬니 레디니스 프로젝트"라고 불리는 권력 이양에 대한 광범위한 계획을 세웠는데, 여기에는 롬니 행정부의 첫 200일 동안의 입법 의제도 포함되었다.
2016년 미국 대통령 선거 주기 동안, 도널드 트럼프는 5월에 공화당의 유력 후보가 된 후 자신의 인수 팀을 구성하기 시작했다. 그의 가을 선거 상대였던 힐러리 클린턴은 민주당 후보가 된 후인 8월까지 팀을 구성하지 않아 이 면에서 뒤쳐졌다. 이 선거 전 단계의 주요 활동에는 다음이 포함된다: 인수 목표 설정; 주요 인수 팀 직원 구성 및 조직; 팀 내 책임 할당 및 각 핵심 업무 흐름에 대한 자원 및 인력 할당; 전체 인수 과정을 안내할 전반적인 관리 작업 계획 개발; 그리고 의회, 현 행정부, 연방총무청, 미국 정부 윤리국, 연방수사국 및 미국 인사관리처와의 관계 설정하여 정보 공유를 장려하고 일부 인력에 대한 보안 허가 절차를 시작하는 것이다.
연방총무청장은 대통령 선거의 "명백한 승자"를 공식적으로 결정한다. 현직 대통령이 아니라면 승자는 연방 기관과 인수 자금에 접근할 수 있다. 정부 자금을 해제하기 위해 연방총무청장은 비현직 후보가 선거의 "명백한 승자"임을 선언하는 "확인" 서한을 발행해야 한다. 이 선언은 인수의 공식적인 시작을 알리며, 이것이 없으면 승리 후보의 인수 팀은 정부 자금, 보안 사무실 공간, 장비 및 기관 접근을 받을 자격이 없다. 그러나 인수 팀이 생성한 이메일과 전화 기록의 소유권 및 기밀성은 연방총무청과 정부에 대해 안전하지 않다.
연방총무청이 대통령 당선인을 결정하는 확고한 규칙은 없다. 일반적으로 연방총무청장은 신뢰할 수 있는 뉴스 기관이 승자를 선언하거나 패자가 양보한 후 결정을 내릴 수 있다. 연방총무청장의 선언은 급여, 지원 및 컴퓨터 시스템을 위한 약 990만 달러의 인수 자금을 해제하고, 인수 공무원이 정부 이메일 주소를 설정하고 연방 사무실 공간을 받을 수 있도록 하며, 인수 팀이 정부 윤리국과 협력하여 들어올 후보자들을 위한 필수 재정 공개 및 이해 충돌 양식 작업을 시작할 수 있도록 한다.
실제 인수 단계는 대통령 선거 직후 (선거 분쟁이 없는 한) 현직 대통령이 재선되지 않거나 두 번째 임기를 마칠 때 시작된다. 오바마-트럼프 인수 사례의 경우, 선거 다음 날인 2016년 11월 9일, 물러나는 대통령 버락 오바마는 백악관 로즈 가든 (백악관)에서 성명을 발표하여 전날 저녁 (명백한 선거 승자) 도널드 트럼프와 통화했으며, "우리 대통령직 간에 성공적인 인수가 이루어지도록" 논의를 위해 백악관에 공식적으로 초청했다고 밝혔다. 오바마는 자신의 직원들에게 2008년 조지 W. 부시 행정부의 "본보기"를 따르도록 지시했다고 말했으며, 부시 행정부는 "원활한 인수를 보장하기 위해 이보다 더 전문적이고 친절할 수 없었다"고 덧붙였다. 이 과정의 단계는 72일에서 78일 사이에 지속되며, 취임일에 끝난다. 이 기간 동안 인수 팀은 일일 운영으로 유입되는 캠페인 직원 및 추가 인력을 처리하고 정부 기능을 인수할 준비를 해야 한다. 이 단계의 주요 활동에는 미국의 대통령 당선인실 인력 배치; 기관 검토 팀 배치; 대통령 당선인의 관리 및 정책 의제 및 일정 구축; 그리고 새 대통령의 우선 순위를 실행하는 데 필요한 주요 인재 식별이 포함된다.

## 임명
미국 내각 장관 및 고위 정치적 임명자들은 새 대통령의 취임일 (1월 20일)에 사임서를 제출하는 것이 관례이다. 차관들도 사임서를 제출할 것으로 예상되지만, 새 장관의 상원 인준까지 대리직을 맡도록 요청받는 경우가 많다.

## 주목할 만한 인수
대통령직 인수는 1797년 조지 워싱턴 대통령이 1796년 미국 대통령 선거 승자인 존 애덤스에게 대통령직을 물려주면서 어떤 형태로든 존재해왔다. 대부분이 순조롭게 진행되었음에도 불구하고, 많은 인수가 험난했고 일부는 재앙에 가까웠다.

### 뷰캐넌–링컨
1860년~61년 제임스 뷰캐넌에서 에이브러햄 링컨으로의 인수 기간(1860년 11월 6일~1861년 3월 4일) 동안 7개 주가 2월에 탈퇴했다. 뷰캐넌은 주들이 탈퇴할 권리가 없지만, 연방 정부가 이를 막기 위해 전쟁을 벌이는 것도 불법이라고 생각했다. 뷰캐넌은 1861년 3월 4일 링컨에게 평화롭게 권력을 이양했다. 남북 전쟁은 링컨이 취임한 지 불과 한 달 후인 1861년 4월 12일에 시작되었다.

### 그랜트–헤이스
율리시스 S. 그랜트의 후임을 뽑는 1876년 미국 대통령 선거에서는 4개 주에서 20개의 미국 선거인단 투표에 대한 분쟁이 있었는데, 이는 러더퍼드 B. 헤이스나 새뮤얼 J. 틸던 중 어느 한 쪽에게 다수를 보장하기에 충분한 수였으며, 부정 선거 혐의도 여러 건 제기되었다. 이로 인해 취임일에 누가 대통령직을 맡을지 불분명해졌다. 이 헌정 위기는 취임 예정일 이틀 전인 1877년 타협을 통해 해결되었는데, 이 타협에 따라 남부에서 연방군이 철수하고 재건 시대가 종식되었다.

### 후버–루스벨트

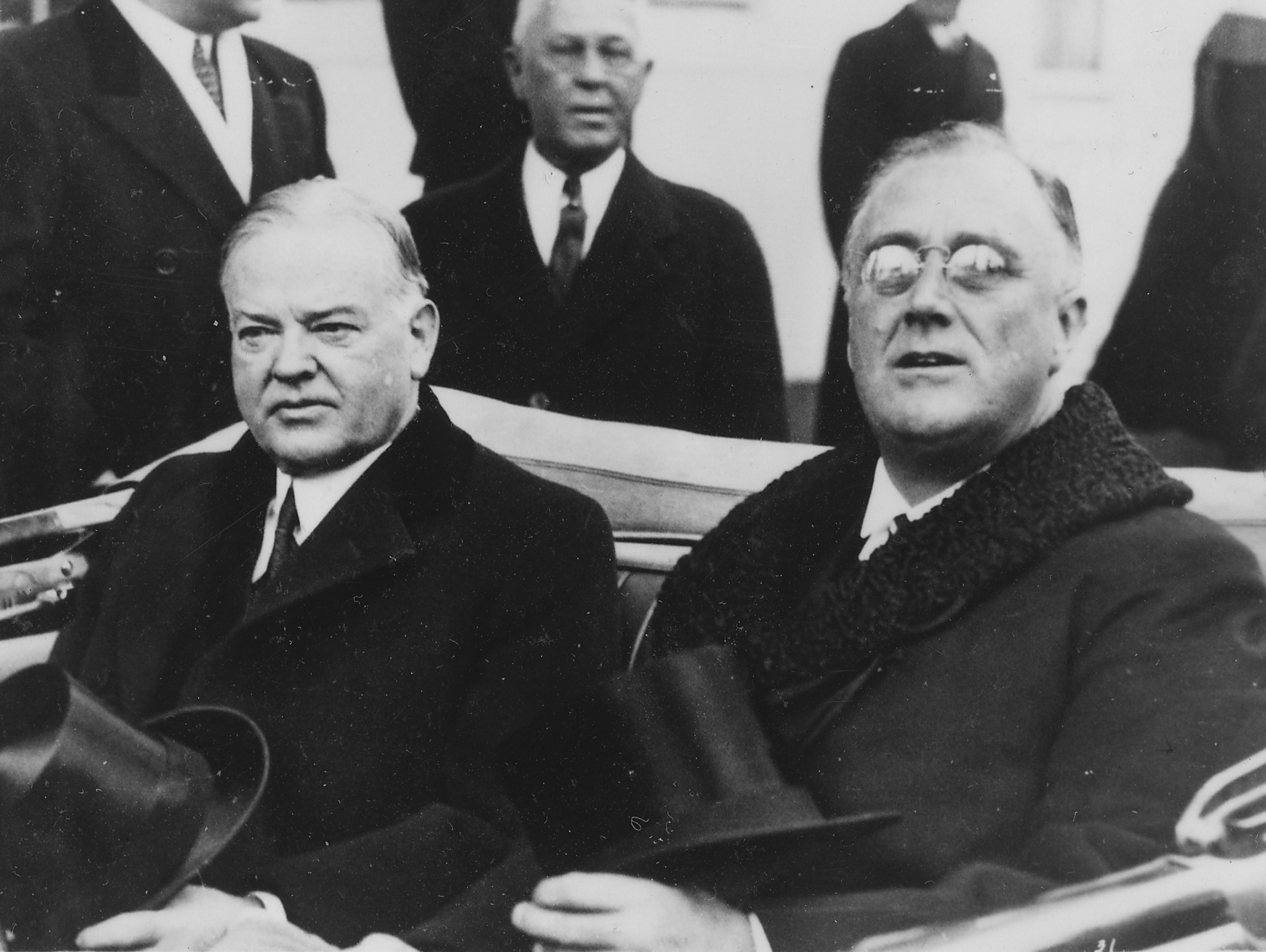
허버트 후버 대통령과 프랭클린 D. 루스벨트 대통령 당선인이 1933년 3월 4일 미국 대통령 취임식 전 미국 국회의사당으로 함께 이동하고 있다.

1932년~33년(1932년 11월 8일~1933년 3월 4일) 허버트 후버에서 프랭클린 D. 루스벨트로의 인수는 대공황 기간 동안 이루어졌다.
선거 후 루스벨트는 위기를 막고 투자자들을 안심시키기 위한 공동 프로그램을 마련하기 위한 후버의 회담 요청을 거부했는데, 이는 자신의 선택권을 제한할 것이며, "후버가 미국에서 가장 미움받는 사람이 된 위기 분위기 속에서 루스벨트가 취임 선서를 할 것을 보장할 것"이라고 주장했다. 이 기간 동안 수천 개의 은행이 파산하면서 미국 경제는 어려움을 겪었다.
후버와 루스벨트의 관계는 대통령들 사이에서 가장 긴장된 관계 중 하나였다. 후버는 후임자에 대해 좋은 말을 거의 하지 않았지만, 할 수 있는 일도 거의 없었다. 그러나 루스벨트는 백악관 생일 축하 메시지 목록에서 후버를 삭제하고, 콜로라도강 국경을 따라 있는 후버 댐에서 후버의 이름을 삭제하여 1947년까지 공식적으로 볼더 댐으로만 알려지도록 하는 등, 전임자를 겨냥한 다양한 악의적인 공식 행위를 할 수 있었고 실제로 그렇게 했다.

### 클린턴–부시

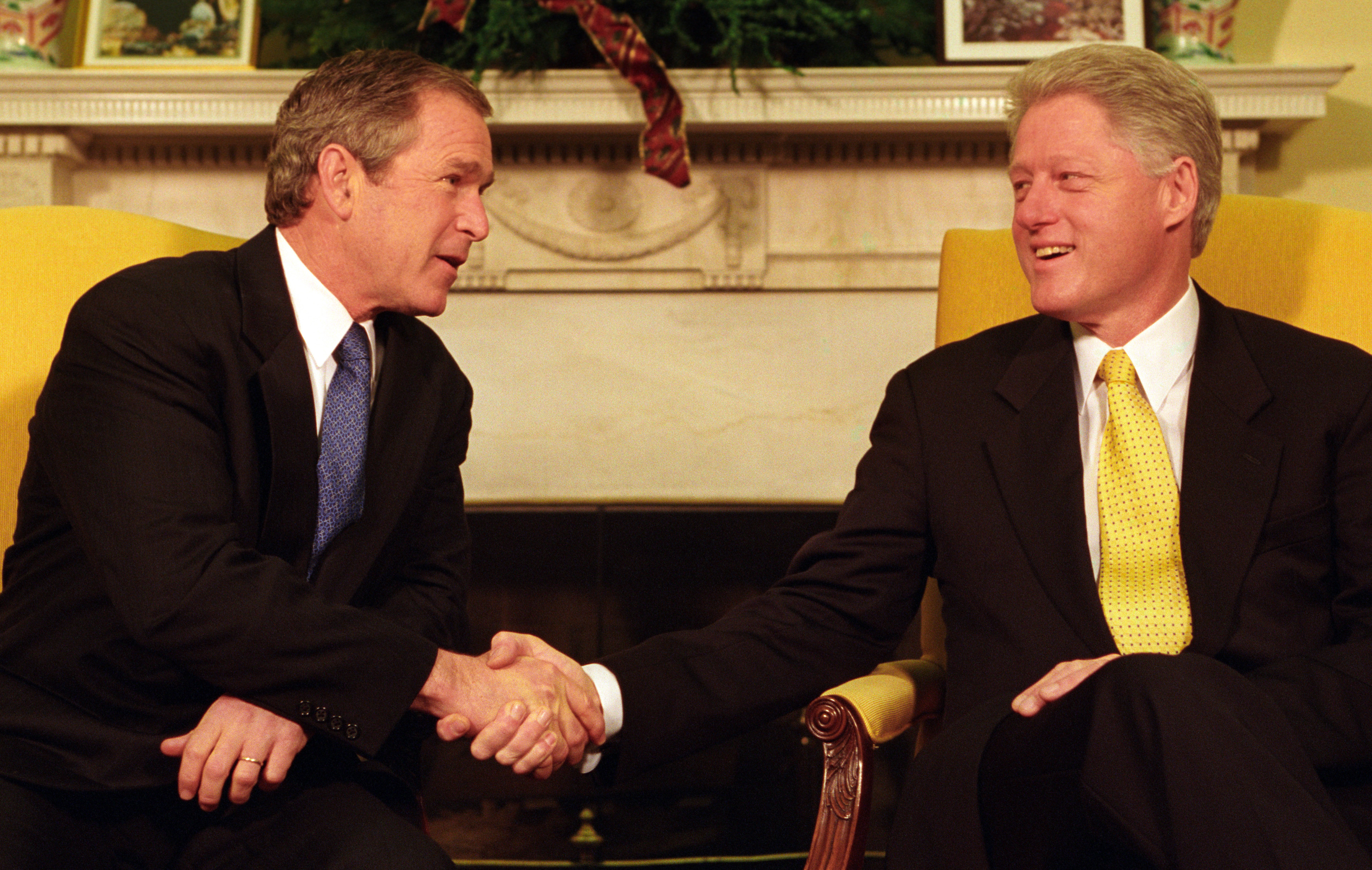
빌 클린턴 대통령 (오른쪽)과 조지 W. 부시 대통령 당선인 (왼쪽)이 대통령직 인수의 일환으로 백악관의 오벌 오피스에서 만나 악수하고 있다.

2000년~01년 빌 클린턴에서 조지 W. 부시로의 인수는 2000년 미국 대통령 선거 플로리다 재개표 위기로 인해 몇 주 단축되었는데, 이는 미국 연방 대법원이 부시 대 고어 사건 판결을 내린 후 부시가 대통령 당선인이 되면서 종료되었다.
부시와 그의 대선 상대 앨 고어 사이의 재개표 노력과 소송으로 인해 2000년 12월 12일까지 선거 결과가 불확실했기 때문에, 부시의 공식적인 인수는 미국 역사상 가장 짧은 39일에 불과했다.

### 부시–오바마
2008년~09년 부시에서 버락 오바마로의 인수는 원활하게 진행된 것으로 평가되며, 부시는 오바마의 요청에 따라 의회에 3,500억 달러의 은행 구제금융 자금을 풀 것을 요청하는 데 동의했다. 오바마는 취임 연설 시작 부분에서 부시에게 "우리 국가에 대한 그의 봉사와 이 인수 과정 내내 보여준 관대함과 협력"에 대해 찬사를 보냈다. 백악관 웹사이트는 2009년 1월 20일 정오 12시 1분에 정확히 재설계되어 "전환"되었다. 이는 일부에서 "인터넷 시대가 낳은 새로운 취임 전통"으로 묘사되었다. 또한, 정보 시스템은 이전 행정부의 전자 기록 없이 오바마 행정부에 제공되었다. 정오 12시 1분이라는 시점에 이메일과 사진이 환경에서 제거되었을 뿐만 아니라, 개별 사무실의 전화번호나 고위 직원들을 위한 예정된 회의와 같은 데이터 요소들도 제거되었다.
그럼에도 불구하고, 2012년 4월까지 부시 행정부는 대통령실 내 대통령 구성 요소에 대한 전자 기록을 미국 국립문서기록관리청으로 이전했다. 이 기록에는 80테라바이트 이상의 데이터, 2억 개 이상의 이메일 및 400만 개의 사진이 포함되었다.

### 오바마–트럼프

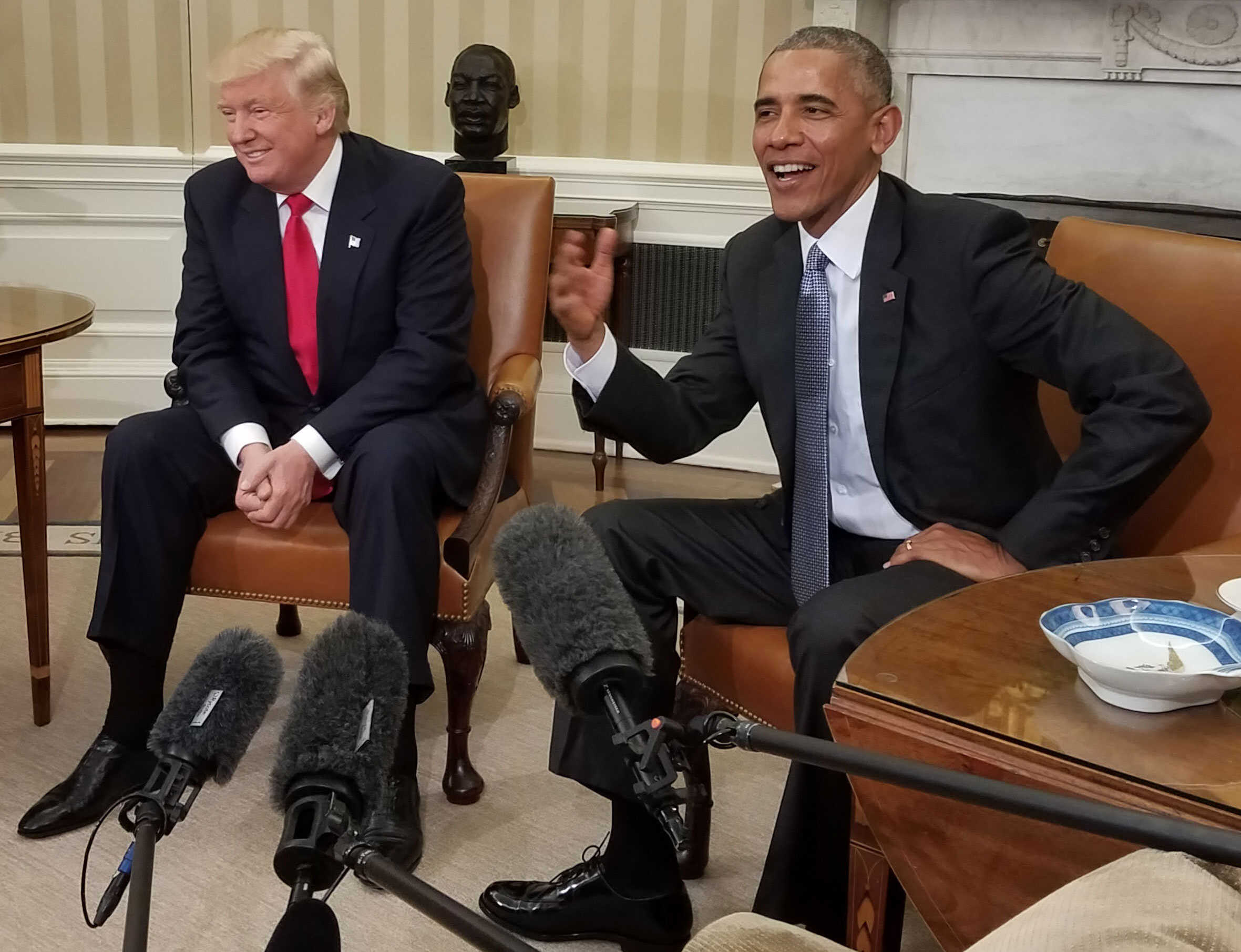
버락 오바마 대통령 (오른쪽)과 도널드 트럼프 대통령 당선인 (왼쪽)이 대통령직 인수의 일환으로 백악관의 오벌 오피스에서 만나고 있다.

2016년 11월 8일 저녁, 2016년 미국 대통령 선거 당일, 물러나는 버락 오바마 대통령은 추정 승자인 도널드 트럼프와 통화하고 11월 10일 백악관으로 공식적으로 초대하여 "우리 대통령직 간에 성공적인 인수가 이루어지도록" 논의를 진행했다.
11월 9일 이른 시간, 언론들은 트럼프가 대통령 선거에서 승리하기에 충분한 선거인단 표를 확보할 것이라고 예측했고, 민주당 (미국) 후보 힐러리 클린턴은 그날 늦게 그에게 선거 패배를 인정했다. 또한 11월 9일, 연방총무청장 데니스 터너 로스는 트럼프를 대통령 당선인으로 공식 지정하는 "확인 서한"을 발행했고, 인수 팀에게 사무실 공간이 제공되었으며, 직원들을 위한 정부 자금도 받을 자격이 있었다. 또한 11월 9일, 트럼프와 미국의 부통령 당선인 마이크 펜스는 대통령 일일 브리핑을 완전히 제공받았고, 첫 브리핑은 11월 15일에 이루어졌다. 트럼프 인수 웹사이트는 11월 9일에 개설되었다.
트럼프 인수 팀은 마이크 펜스가 이끌었으며, 전 인수 책임자 크리스 크리스티, 벤 카슨, 뉴트 깅그리치, 마이클 T. 플린, 루돌프 줄리아니 및 제프 세션스 등 6명의 부의장이 있었다.

### 트럼프–바이든

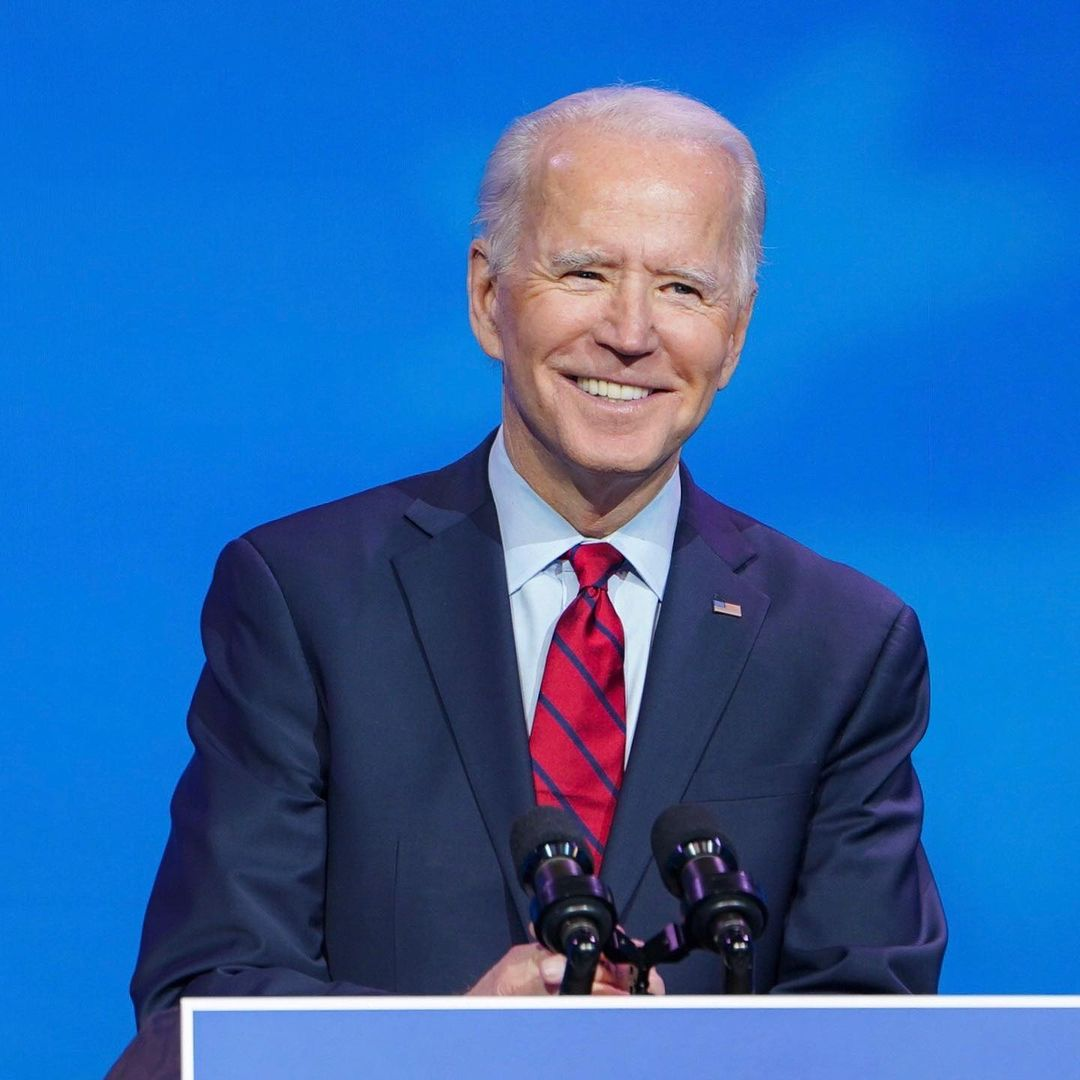
대통령직 인수 기간 중의 조 바이든 대통령 당선인

현직 대통령 도널드 트럼프는 2020년 미국 대통령 선거 당일인 11월 3일에 조기에 승리를 주장하며 모든 추가 개표를 중단할 것을 요구했다. 트럼프 대통령은 또한 광범위한 사기, 부패 및 기타 위법 행위를 주장하며, 개표 중단, 투표 거부, 결과 인증 방지 및 기타 구제책을 모색하는 여러 소송을 여러 주에서 제기했다. 트럼프는 일부 주에서 사용된 디지털 투표 시스템에 의해 270만 표가 "삭제"되었고, 자신에게서 조 바이든에게 표가 전환되었다고 주장했다. 관계자들은 2020년 선거를 역사상 가장 안전한 선거로 평가했으며, 50개 주 전체의 관계자들은 사기 주장을 반박했다.

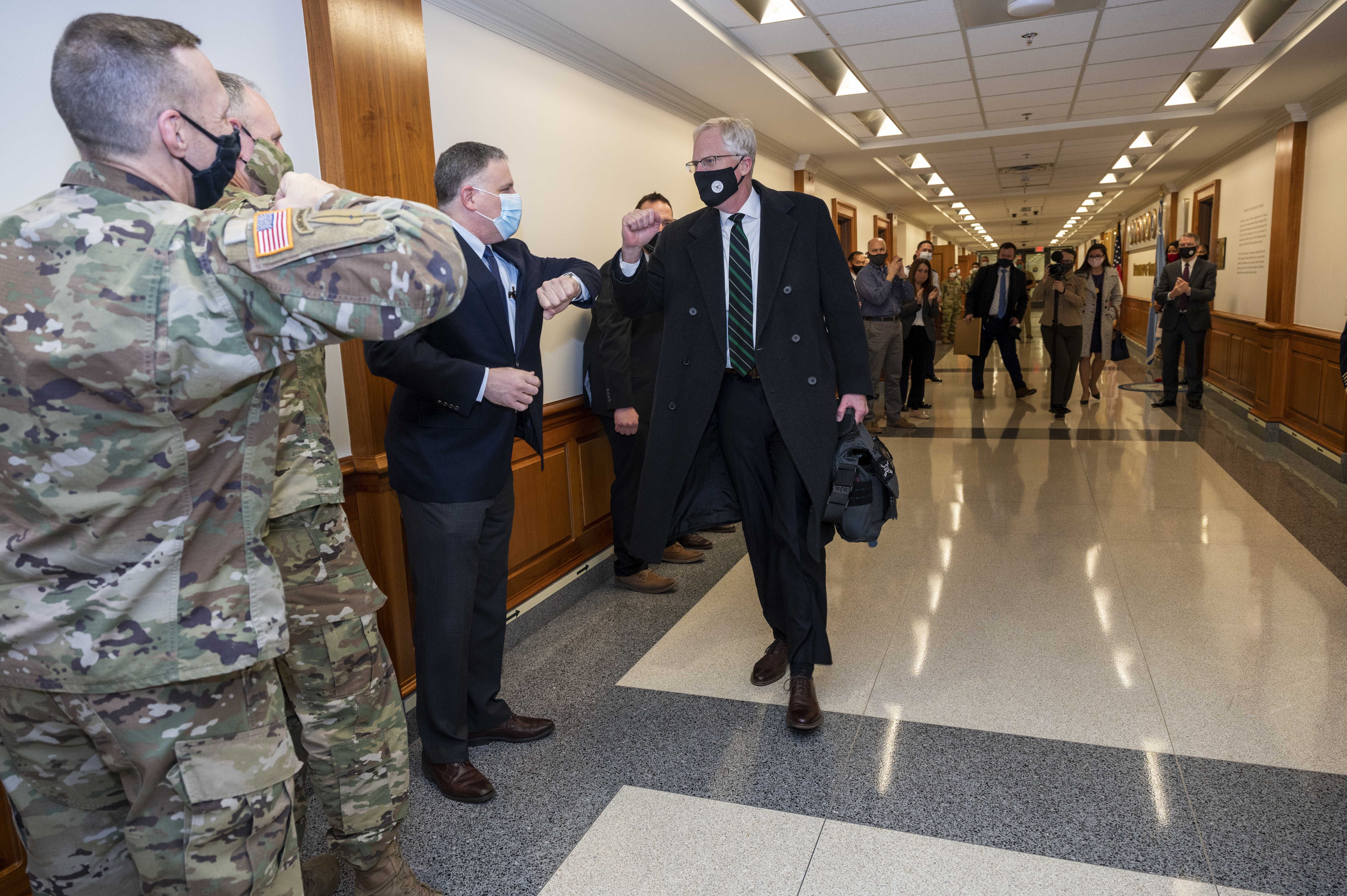
2021년 1월 20일, 행정부 인수 기간 중 크리스토퍼 C. 밀러 국방부 장관 대리가 펜타곤을 떠나면서 직원들과 인사하고 있다.

민주당 대통령 후보 조 바이든은 2020년 11월 7일에 대통령 당선인으로 일반적으로 인정되었다. 연방총무청장 에밀리 W. 머피, 트럼프가 임명한 인물은 처음에 선거 결과가 논쟁 중이라는 이유로 바이든을 "명백한 승자"로 선언하는 "확인" 서한 발행을 거부했다. 이 선언은 인수의 공식적인 시작을 알리는데, 이것이 보류되면서 바이든 인수 팀은 완전한 자금, 보안 사무실 공간, 기관 접근을 거부당했다. (2016년 미국 대통령 선거 이후, 연방총무청장 대행은 다음 날인 2016년 11월 9일에 "확인" 서한을 발행했다.) 바이든은 또한 매일 기밀 국가안보 브리핑을 거부당했다. 또한, 미국 국무부는 외국 지도자들의 통신에 대한 접근을 거부하여, 바이든 팀은 다른 비공식 채널을 통해 소통해야 했다. CBS 뉴스에 따르면, "과거의 인수 과정에서는 국무부가 전화 통화의 물류를 조율하고 번역 서비스, 가능한 논점, 심지어 메모까지 제공했다."
11월 23일, 머피는 바이든을 "명백한 승자"로 지명하는 확인 서한을 발행하여 그에게 인수를 위한 자금을 제공했지만, 트럼프는 여전히 패배를 인정하지 않았다. 트럼프 지지 시위대가 2021년 1월 6일 미국 국회의사당을 습격한 후, 트럼프는 "이제 나의 초점은 원활하고 질서 있고 완벽한 권력 이양으로 향한다"고 성명을 발표했지만, 그는 광범위한 사기와 불규칙성에 대한 자신의 거짓 주장을 계속 반복했다. 트럼프 대통령은 바이든의 취임식에 참석하지 않았으며, 이로써 1869년 율리시스 S. 그랜트의 첫 취임식에 앤드루 존슨이 불참한 이래로 선출된 후임자의 취임식에 참석하지 않은 첫 번째 대통령이 되었다. 마이크 펜스 부통령은 바이든의 취임식에 참석했다.

### 바이든–트럼프

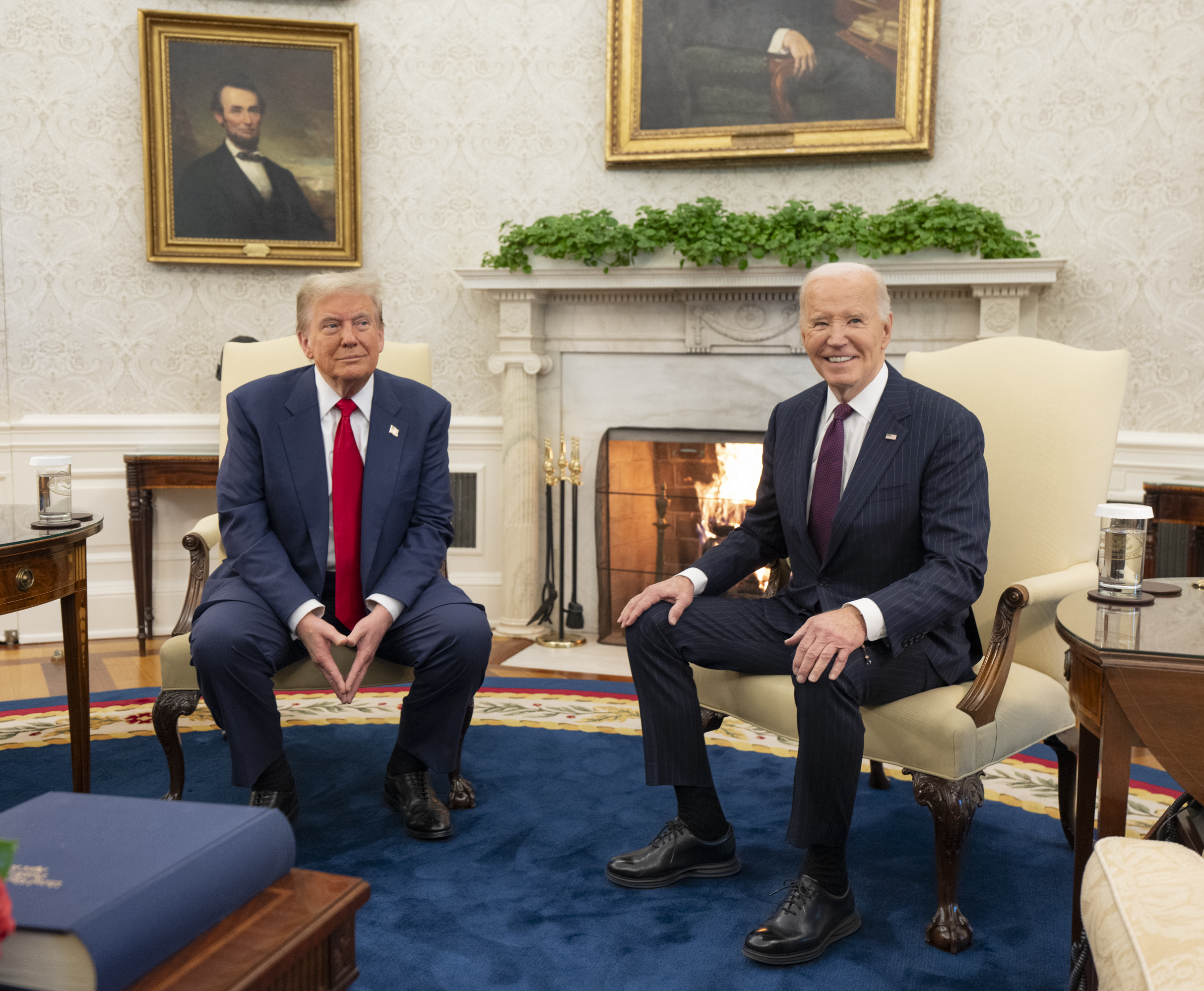
조 바이든 대통령 (오른쪽)과 도널드 트럼프 대통령 당선인 (왼쪽)이 대통령직 인수의 일환으로 백악관의 오벌 오피스에서 만나고 있다.

2024년 11월 6일 이른 아침, 주요 언론사들은 트럼프가 2024년 미국 대통령 선거에서 승리할 것이라고 예측했다. 카멀라 해리스 부통령은 그날 저녁 패배 인정 연설에서 평화로운 정권 이양을 약속했다. 다음 날, 바이든 대통령은 인수를 조율하기 위한 조치를 취하고 있다고 발표했다.
트럼프와 바이든은 11월 13일 오벌 오피스에서 약 두 시간 동안 만났고, 양측 모두 "원활한 인수"를 촉구했으며 트럼프는 바이든의 노력에 감사를 표했다. 이는 이전 대통령직 인수에서 중단되었던 평화로운 인수 전통의 특징을 재개한 것이다.

## 대통령직 인수 목록
| 무소속 연방당 민주공화당 (미국) 민주당 (미국) 휘그당 (미국) 공화당 (미국) 내셔널 유니언 당 (미국) | 무소속 연방당 민주공화당 (미국) 민주당 (미국) 휘그당 (미국) 공화당 (미국) 내셔널 유니언 당 (미국) | 무소속 연방당 민주공화당 (미국) 민주당 (미국) 휘그당 (미국) 공화당 (미국) 내셔널 유니언 당 (미국) | 무소속 연방당 민주공화당 (미국) 민주당 (미국) 휘그당 (미국) 공화당 (미국) 내셔널 유니언 당 (미국) | 무소속 연방당 민주공화당 (미국) 민주당 (미국) 휘그당 (미국) 공화당 (미국) 내셔널 유니언 당 (미국) | 무소속 연방당 민주공화당 (미국) 민주당 (미국) 휘그당 (미국) 공화당 (미국) 내셔널 유니언 당 (미국) | 무소속 연방당 민주공화당 (미국) 민주당 (미국) 휘그당 (미국) 공화당 (미국) 내셔널 유니언 당 (미국) |
| 물러나는 대통령 (정당)                                                                            | 물러나는 대통령 (정당)                                                                            | 들어오는 대통령 (정당)                                                                            | 들어오는 대통령 (정당)                                                                            | 문서                                                                                              | 인수 시작 시점 이후                                                                               | 인수 완료 시점 으로                                                                               |
| ------------------------------------------------------------------------------------------------- | ------------------------------------------------------------------------------------------------- | ------------------------------------------------------------------------------------------------- | ------------------------------------------------------------------------------------------------- | ------------------------------------------------------------------------------------------------- | ------------------------------------------------------------------------------------------------- | ------------------------------------------------------------------------------------------------- |
|                                                                                                   | 조지 워싱턴 (무소속)                                                                              |                                                                                                   | 존 애덤스 (연방당)                                                                                |                                                                                                   | 1796년 선거                                                                                       | 존 애덤스 대통령 취임식, 1797년 3월 4일                                                           |
|                                                                                                   | 존 애덤스 (연방당)                                                                                |                                                                                                   | 토머스 제퍼슨 (민주공화당)                                                                        | 인수                                                                                              | 1801년 비상 선거 1801년 2월 17일                                                                  | 토머스 제퍼슨 대통령 취임식 (1기), 1801년 3월 4일                                                 |
|                                                                                                   | 토머스 제퍼슨 (민주공화당)                                                                        |                                                                                                   | 제임스 매디슨 (민주공화당)                                                                        |                                                                                                   | 1808년 선거                                                                                       | 제임스 매디슨 대통령 취임식 (1기), 1809년 3월 4일                                                 |
|                                                                                                   | 제임스 매디슨 (민주공화당)                                                                        |                                                                                                   | 제임스 먼로 (민주공화당)                                                                          |                                                                                                   | 1816년 선거                                                                                       | 제임스 먼로 대통령 취임식 (1기), 1817년 3월 4일                                                   |
|                                                                                                   | 제임스 먼로 (민주공화당)                                                                          |                                                                                                   | 존 퀸시 애덤스 (민주공화당)                                                                       |                                                                                                   | 1825년 비상 선거 1825년 2월 9일                                                                   | 존 퀸시 애덤스 대통령 취임식, 1825년 3월 4일                                                      |
|                                                                                                   | 존 퀸시 애덤스 (민주공화당)                                                                       |                                                                                                   | 앤드루 잭슨 (민주당)                                                                              |                                                                                                   | 1828년 선거                                                                                       | 앤드루 잭슨 대통령 취임식 (1기), 1829년 3월 4일                                                   |
|                                                                                                   | 앤드루 잭슨 (민주당)                                                                              |                                                                                                   | 마틴 밴 뷰런 (민주당)                                                                             |                                                                                                   | 1836년 선거                                                                                       | 마틴 밴 뷰런 대통령 취임식, 1837년 3월 4일                                                        |
|                                                                                                   | 마틴 밴 뷰런 (민주당)                                                                             |                                                                                                   | 윌리엄 헨리 해리슨 (휘그당)                                                                       |                                                                                                   | 1840년 선거                                                                                       | 윌리엄 헨리 해리슨 대통령 취임식, 1841년 3월 4일                                                  |
|                                                                                                   | 존 타일러 (무소속)                                                                                |                                                                                                   | 제임스 K. 포크 (민주당)                                                                           |                                                                                                   | 1844년 선거                                                                                       | 제임스 K. 포크 대통령 취임식, 1845년 3월 4일                                                      |
|                                                                                                   | 제임스 K. 포크 (민주당)                                                                           |                                                                                                   | 재커리 테일러 (휘그당)                                                                            | 인수                                                                                              | 1848년 선거                                                                                       | 재커리 테일러 대통령 취임식, 1849년 3월 5일                                                       |
|                                                                                                   | 밀러드 필모어 (휘그당)                                                                            |                                                                                                   | 프랭클린 피어스 (민주당)                                                                          |                                                                                                   | 1852년 선거                                                                                       | 프랭클린 피어스 대통령 취임식, 1853년 3월 4일                                                     |
|                                                                                                   | 프랭클린 피어스 (민주당)                                                                          |                                                                                                   | 제임스 뷰캐넌 (민주당)                                                                            |                                                                                                   | 1856년 선거                                                                                       | 제임스 뷰캐넌 대통령 취임식, 1857년 3월 4일                                                       |
|                                                                                                   | 제임스 뷰캐넌 (민주당)                                                                            |                                                                                                   | 에이브러햄 링컨 (공화당)                                                                          | 인수                                                                                              | 1860년 선거                                                                                       | 에이브러햄 링컨 대통령 취임식 (1기), 1861년 3월 4일                                               |
|                                                                                                   | 앤드루 존슨 (민주당)                                                                              |                                                                                                   | 율리시스 S. 그랜트 (공화당)                                                                       |                                                                                                   | 1868년 선거                                                                                       | 율리시스 S. 그랜트 대통령 취임식 (1기), 1869년 3월 4일                                            |
|                                                                                                   | 율리시스 S. 그랜트 (공화당)                                                                       |                                                                                                   | 러더퍼드 B. 헤이스 (공화당)                                                                       |                                                                                                   | 선거위원회 판결 1877년 3월 2일                                                                    | 러더퍼드 B. 헤이스 대통령 취임식 , 1877년 3월 4일                                                 |
|                                                                                                   | 러더퍼드 B. 헤이스 (공화당)                                                                       |                                                                                                   | 제임스 A. 가필드 (공화당)                                                                         |                                                                                                   | 1880년 선거                                                                                       | 제임스 A. 가필드 대통령 취임식, 1881년 3월 4일                                                    |
|                                                                                                   | 체스터 A. 아서 (공화당)                                                                           |                                                                                                   | 그로버 클리블랜드 (민주당)                                                                        |                                                                                                   | 1884년 선거                                                                                       | 그로버 클리블랜드 대통령 취임식 (1기), 1885년 3월 4일                                             |
|                                                                                                   | 그로버 클리블랜드 (민주당)                                                                        |                                                                                                   | 벤저민 해리슨 (공화당)                                                                            |                                                                                                   | 1888년 선거                                                                                       | 벤저민 해리슨 대통령 취임식, 1889년 3월 4일                                                       |
|                                                                                                   | 벤저민 해리슨 (공화당)                                                                            |                                                                                                   | 그로버 클리블랜드 (민주당)                                                                        |                                                                                                   | 1892년 선거                                                                                       | 그로버 클리블랜드 대통령 취임식 (2기), 1893년 3월 4일                                             |
|                                                                                                   | 그로버 클리블랜드 (민주당)                                                                        |                                                                                                   | 윌리엄 매킨리 (공화당)                                                                            |                                                                                                   | 1896년 선거                                                                                       | 윌리엄 매킨리 대통령 취임식 (1기), 1897년 3월 4일                                                 |
|                                                                                                   | 시어도어 루스벨트 (공화당)                                                                        |                                                                                                   | 윌리엄 하워드 태프트 (공화당)                                                                     | 인수                                                                                              | 1908년 선거                                                                                       | 윌리엄 하워드 태프트 대통령 취임식, 1909년 3월 4일                                                |
|                                                                                                   | 윌리엄 하워드 태프트 (공화당)                                                                     |                                                                                                   | 우드로 윌슨 (민주당)                                                                              | 인수                                                                                              | 1912년 선거                                                                                       | 우드로 윌슨 대통령 취임식 (1기), 1913년 3월 4일                                                   |
|                                                                                                   | 우드로 윌슨 (민주당)                                                                              |                                                                                                   | 워런 G. 하딩 (공화당)                                                                             | 인수                                                                                              | 1920년 선거                                                                                       | 워런 G. 하딩 대통령 취임식, 1921년 3월 4일                                                        |
|                                                                                                   | 캘빈 쿨리지 (공화당)                                                                              |                                                                                                   | 허버트 후버 (공화당)                                                                              | 인수                                                                                              | 1928년 선거                                                                                       | 허버트 후버 대통령 취임식, 1929년 3월 4일                                                         |
|                                                                                                   | 허버트 후버 (공화당)                                                                              |                                                                                                   | 프랭클린 D. 루스벨트 (민주당)                                                                     | 인수                                                                                              | 1932년 선거                                                                                       | 프랭클린 D. 루스벨트 대통령 취임식 (1기), 1933년 3월 4일                                          |
|                                                                                                   | 해리 S. 트루먼 (민주당)                                                                           |                                                                                                   | 드와이트 D. 아이젠하워 (공화당)                                                                   | 인수                                                                                              | 1952년 선거                                                                                       | 드와이트 D. 아이젠하워 대통령 취임식 (1기), 1953년 1월 20일                                       |
|                                                                                                   | 드와이트 D. 아이젠하워 (공화당)                                                                   |                                                                                                   | 존 F. 케네디 (민주당)                                                                             | 인수                                                                                              | 1960년 선거                                                                                       | 존 F. 케네디 대통령 취임식, 1961년 1월 20일                                                       |
|                                                                                                   | 린든 B. 존슨 (민주당)                                                                             |                                                                                                   | 리처드 닉슨 (공화당)                                                                              | 인수                                                                                              | 1968년 선거                                                                                       | 리처드 닉슨 대통령 취임식 (1기), 1969년 1월 20일                                                  |
|                                                                                                   | 제럴드 포드 (공화당)                                                                              |                                                                                                   | 지미 카터 (민주당)                                                                                | 인수                                                                                              | 1976년 선거                                                                                       | 지미 카터 대통령 취임식, 1977년 1월 20일                                                          |
|                                                                                                   | 지미 카터 (민주당)                                                                                |                                                                                                   | 로널드 레이건 (공화당)                                                                            | 인수                                                                                              | 1980년 선거                                                                                       | 로널드 레이건 대통령 취임식 (1기), 1981년 1월 20일                                                |
|                                                                                                   | 로널드 레이건 (공화당)                                                                            |                                                                                                   | 조지 H. W. 부시 (공화당)                                                                          | 인수                                                                                              | 1988년 선거                                                                                       | 조지 H. W. 부시 대통령 취임식, 1989년 1월 20일                                                    |
|                                                                                                   | 조지 H. W. 부시 (공화당)                                                                          |                                                                                                   | 빌 클린턴 (민주당)                                                                                | 인수                                                                                              | 1992년 선거                                                                                       | 빌 클린턴 대통령 취임식 (1기), 1993년 1월 20일                                                    |
|                                                                                                   | 빌 클린턴 (민주당)                                                                                |                                                                                                   | 조지 W. 부시 (공화당)                                                                             | 인수                                                                                              | 미국 연방 대법원 부시 대 고어 사건 판결 2000년 12월 12일                                          | 조지 W. 부시 대통령 취임식 (1기), 2001년 1월 20일                                                 |
|                                                                                                   | 조지 W. 부시 (공화당)                                                                             |                                                                                                   | 버락 오바마 (민주당)                                                                              | 인수                                                                                              | 2008년 선거                                                                                       | 버락 오바마 대통령 취임식 (1기), 2009년 1월 20일                                                  |
|                                                                                                   | 버락 오바마 (민주당)                                                                              |                                                                                                   | 도널드 트럼프 (공화당)                                                                            | 인수                                                                                              | 2016년 선거                                                                                       | 도널드 트럼프 대통령 취임식 (1기), 2017년 1월 20일                                                |
|                                                                                                   | 도널드 트럼프 (공화당)                                                                            |                                                                                                   | 조 바이든 (민주당)                                                                                | 인수                                                                                              | 2020년 선거                                                                                       | 조 바이든 대통령 취임식, 2021년 1월 20일                                                          |
|                                                                                                   | 조 바이든 (민주당)                                                                                |                                                                                                   | 도널드 트럼프 (공화당)                                                                            | 인수                                                                                              | 2024년 선거                                                                                       | 도널드 트럼프 대통령 취임식 (2기), 2025년 1월 20일                                                |

## 같이 보기
- 불확정 선거: 선거인단 투표에서 어떤 후보도 절대다수를 얻지 못할 경우 미국 대통령 선거에 사용되는 절차
- 미드나잇 레귤레이션: 물러나는 행정부가 임기 종료 전에 제정한 규칙
- 전직 대통령법
- 정치적 인수 팀

## 더 읽어보기
- “Presidential Transition Act: Provisions and Funding”. 미국 의회조사국. 2020년 11월 13일.
- Brown, Heath (2023). "Status and expertise: A typology of US presidential transition team members". Presidential Studies Quarterly.